# TRAC (langage de programmation)
Pour les articles homonymes, voir Trac (homonymie).
TRAC (en anglais « Text Reckoning And Compiling ») est un langage de programmation conçu au début des années 1960 par Calvin Mooers. 
L. Peter Deutsch implémente TRAC sur machines PDP-1 en 1964 après avoir été recruté par Mooers au sein de la société Bolt, Beranek and Newman pour l'aider dans ses développements.

## Autres Implémentations
- MINT (MINT Is Not TRAC) est un interpréteur de chaînes de caractères pour Freemacs basé sur TRAC.
- Alvan Machine franco-américaine ayant eu une certaine notoriété en 1974, dont le langage interactif est un dérivé francisé de TRAC[2].